# Doe Valley
Doe Valley – jednostka osadnicza w Stanach Zjednoczonych, w stanie Kentucky, w hrabstwie Meade.